# DREAMAGE-DREAMS COME TRUE “LOVE BALLAD COLLECTION”
『DREAMAGE -DREAMS COME TRUE "LOVE BALLAD COLLECTION"-』（ドリマージュ ドリームズ カム トゥルー ラブバラードコレクション）は、2003年12月17日にリリースされたDREAMS COME TRUEのコンピレーション・アルバム（バラード・コレクションアルバム）である。

## 概要
- DREAMS COME TRUE15周年を記念したアルバム第1弾。バラード曲を中心に収録しており、Disc 1にはDISC BLEU、Disc 2にはDISC ROUGEとそれぞれタイトルが付いている。
- エピックレコードジャパンとのベストアルバム契約切れ直前の作品。
- 初回プレスは三方背ボックス入り。
- 初回プレスの中のジャケットは、通常盤と若干、手のとり方が違う。

## 収録曲

### DISC BLEU -torch song collection-
1. いつのまに a-mix（ピアノ・バージョン）feat. Yoshihiro Kondo
31st Singleのカップリングに収録されているピアノバージョン。アルバム初収録。
2. LOVE LOVE LOVE -single version-
シングルバージョンは本人公認アルバムとして今回が初収録。
3. 悲しいKiss
4. 2人のDIFFERENCE
5. LAT.43°N 〜forty-three degrees north latitude〜 -strings remix version-
新録音だが、ボーカルトラックはオリジナルのものが使用されている。
6. 三日月
「the Monster」のバージョンで収録。
7. 愛してる 愛してた
8. come closer
9. プライドなんて知らない
10. SNOW DANCE -a capella version-
26th Singleのカップリングに収録されているアカペラバージョン。アルバム初収録。
安比高原2003-2004シーズンイメージソング
11. すき -single version-
シングルバージョンは本人公認アルバムとして今回が初収録。

### DISC ROUGE -love song collection-
1. crystal vine
ディズニー映画『アトランティス 失われた帝国』日本公開版主題歌。
2. 未来予想図
3. a little waltz
日本コカ・コーラ「爽健美茶」CMソング、マーベラスインタラクティブ『牧場物語 Oh!ワンダフルライフ』主題歌
4. 今度は虹を見に行こう
5. 銀河への船
6. ETERNITY
『The sighs of LOVE 〜ETERNITY “DELICIOUS” VERSION〜』のオリジナルである英語バージョン。以前に『スワン・プリンセス/白鳥の湖』のオリジナルサウンドトラックに収録されていたが、DREAMS COME TRUE名義のアルバムには今回が初収録となった。
映画『SWAN PRINCESS』主題歌
ミュージックビデオが作られた。（「DO YOU REMEMBER 20 YEARS WITH DREAMS COME TRUE?」に収録）
7. 誓い
8. FANTASIA #1
9. MARRY ME?
10. SWEET SWEET SWEET
11. おやすみのうた
12. WINTER SONG
13. 未来予想図II